# Parafia Najświętszej Maryi Panny Królowej Wszechświata w Ciężkowicach
Parafia Najświętszej Maryi Panny Królowej Wszechświata w Ciężkowicach – parafia rzymskokatolicka znajdująca się w archidiecezji częstochowskiej, w dekanacie Gidle.
Parafia został erygowana w 1957 roku. Funkcję proboszcza od 2021 roku pełni ks. Kamil Chudy.